# Юніорський турнір ФІФА 1952
Юніорський турнір ФІФА 1952 — пройшов у Іспанії. У фіналі іспанці здобули чемпіонське звання за більшою різницею м'ячів у півфіналі над бельгійцями.

## Учасники
- Австрія
- Бельгія
- Англія
- Франція
- Іспанія (господарі)
- Швейцарія

## Перший раунд
|  |

| Англія | 4 – 0 | Швейцарія |
| ------ | ----- | --------- |
|        |       |           |

| Барселона |

|  |

| Австрія | (ж) 2 – 2 | Франція |
| ------- | --------- | ------- |
|         |           |         |

| Барселона |

## Півфінали
|  |

| Іспанія | 4 – 1 | Англія |
| ------- | ----- | ------ |
|         |       |        |

| Барселона |

|  |

| Бельгія | (ж) 2 – 2 | Австрія |
| ------- | --------- | ------- |
|         |           |         |

| Барселона |

## Матч за 5-е місце
|  |

| Швейцарія | 4 – 2 | Франція |
| --------- | ----- | ------- |
|           |       |         |

| Барселона |

## Матч за 3-є місце
|  |

| Австрія | (ж) 5 – 5 | Англія |
| ------- | --------- | ------ |
|         |           |        |

| Барселона |

## Фінал
|  |

| Іспанія | 0 – 0 (дод.час) Іспанія стає переможцем чемпіонату завдяки забитим м'ячам у півфіналі | Бельгія |
| ------- | ------------------------------------------------------------------------------------- | ------- |
|         |                                                                                       |         |

| Барселона |

| Чемпіон Європи 1952 |
| ------------------- |
| Іспанія 1-й титул   |